# Forêt ancienne du Lac-Central
 (août 2024).
La forêt ancienne du Lac-Central est un écosystème forestier exceptionnel du Québec (Canada) située dans la municipalité de Saint-Zacharie. 
Cette forêt de 19,46 hectares a pour mission de protéger une bétulaie jaune à épinette rouge et érable à sucre n'ayant subi aucune perturbation majeure.

## Histoire
Le site a été désigné écosystème forestier exceptionnel en 2019.

## Toponymie
La forêt ancienne du Lac-Central reprends le toponyme du lac Central qui se trouve à proximité. L'origine du toponyme du lac Central est quant à elle inconnue auprès de la Commission de toponymie.

## Flore
Le couvert forestier de la forêt de structure inéquienne est majoritairement composé de bouleaux jaunes et d'épinettes rouges de 60 à 80 centimètres de diamètre. Ces arbres ont rarement moins de 200 ans. Plusieurs troncs morts se trouvent également au sol ou toujours debout, certains chicots sont aussi imposants que les plus grands arbres vivants de l'écosystème.
L'érable à sucre, le sapin baumier et le bouleau à papier sont également présents. Dans la strate arbustive, en plus de retrouver les jeunes tiges des espèces mentionnées précédemment, on retrouve également la viorne à feuilles d'aulne ainsi que l'érable à épis.
On dénombre différentes espèces communes telles que la clintonie boréale, le maïanthème du Canada, l'oxalide de montagne, la trientale boréale et l'aralie à tige nue dans le sous-bois de l'écosystème.